# Saba Amendolara
Saba Amendolara (Piacenza, 20 de julio de 1965) es una deportista italiana que compitió en esgrima, especialista en la modalidad de espada.
Ganó cuatro medallas en el Campeonato Mundial de Esgrima entre los años 1988 y 1992.

## Palmarés internacional
| Campeonato Mundial | Campeonato Mundial      | Campeonato Mundial | Campeonato Mundial |
| Año                | Lugar                   | Medalla            | Prueba             |
| ------------------ | ----------------------- | ------------------ | ------------------ |
| 1988               | Orleans (Francia)       | Medalla de bronce  | Espada por equipos |
| 1989               | Denver (Estados Unidos) | Medalla de plata   | Espada por equipos |
| 1990               | Lyon (Francia)          | Medalla de bronce  | Espada por equipos |
| 1992               | La Habana (Cuba)        | Medalla de bronce  | Espada por equipos |